# Franklin Hansen
Pour les articles homonymes, voir Hansen.
Franklin Bernhard Hansen est un ingénieur du son américain né le 2 mai 1897 à Saugerties (État de New York) et mort le 13 janvier 1982 à Newport Beach (Californie).

## Distinctions
Oscar du meilleur mixage de son

### Récompenses
- en 1934 pour L'Adieu aux armes (Frank Borzage, 1932)

### Nominations
- en 1930 pour Parade d'amour (Ernst Lubitsch, 1929)
- en 1935 pour Cléopâtre (Cecil B. DeMille, 1934)
- en 1936 pour Les Trois Lanciers du Bengale (Henry Hathaway, 1935)
- en 1937 pour La Légion des damnés (King Vidor, 1936)